# Wegkreuz (Arnshausen, Datzenbrunnen)

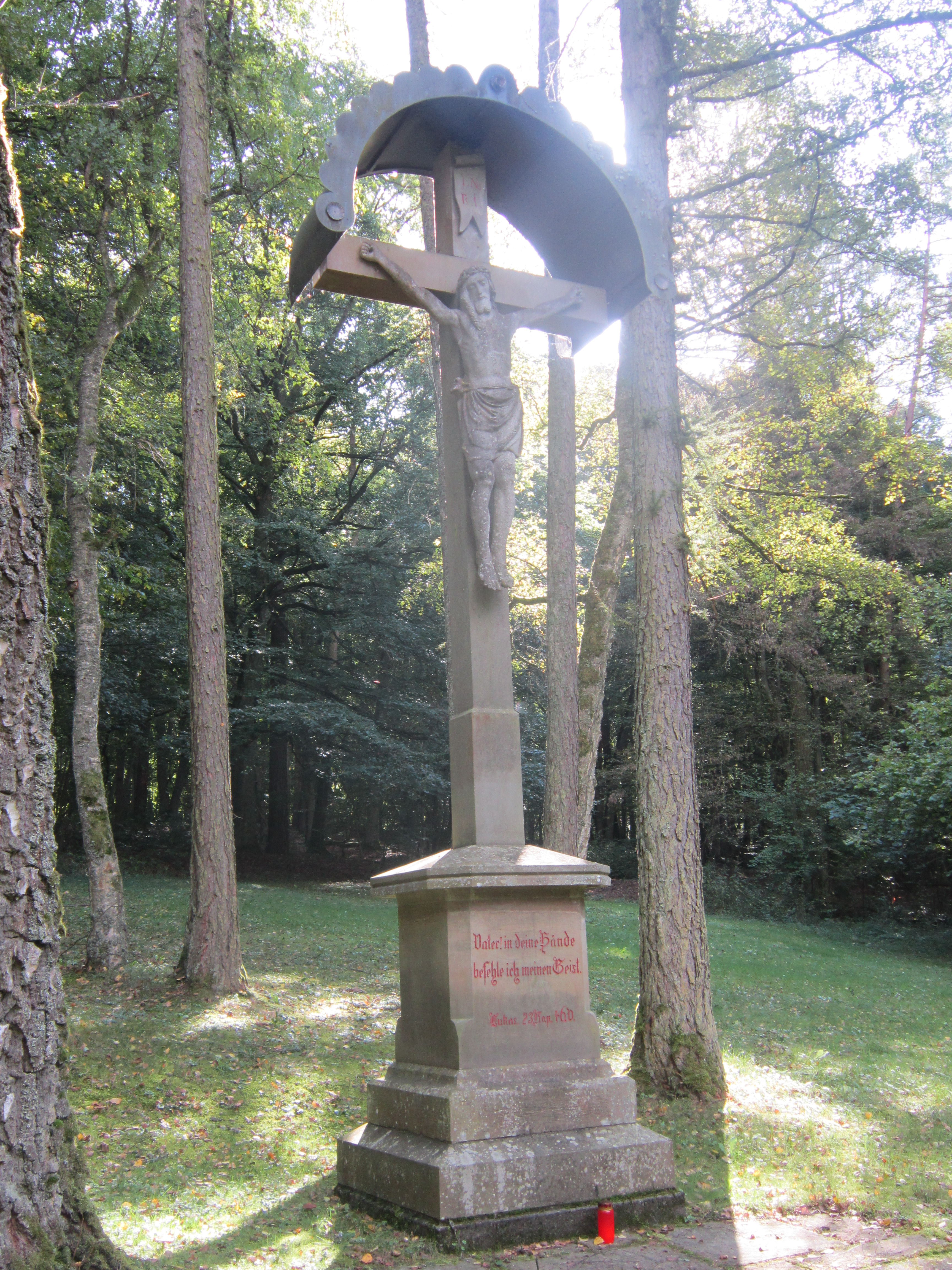
Wegkreuz am Terzenbrunn in Arnshausen

Das Wegkreuz Terzenbrunn befindet sich an der Kapellenanlage Terzenbrunn in Arnshausen, einem Stadtteil von Bad Kissingen, der Großen Kreisstadt des unterfränkischen Landkreises Bad Kissingen. Es gehört zu den Bad Kissinger Baudenkmälern und ist unter der Nummer D-6-72-114-167 in der Bayerischen Denkmalliste registriert.

## Beschreibung
Das Flurkreuz besteht aus Sandstein und stammt aus der zweiten Hälfte des 19. Jahrhunderts.
Zwei Stufen führen zu dem 1,45 Meter hohen Sockel, auf dem sich ein Zitat aus dem Lukas-Evangelium ((Lukas 23,46 )) befindet:

„Vater! In deine Hände

befehle ich meinen Geist

Luckas, 23. Kap. 46.V.“

Der Kreuzstamm ist 3,75 Meter hoch und trägt einen lebensgroßen Korpus. Dieser besteht aus Kunststein und stammt wohl aus einer, vielleicht durch Kriegsschäden nötig gewordenen Restaurierung.